# Compote

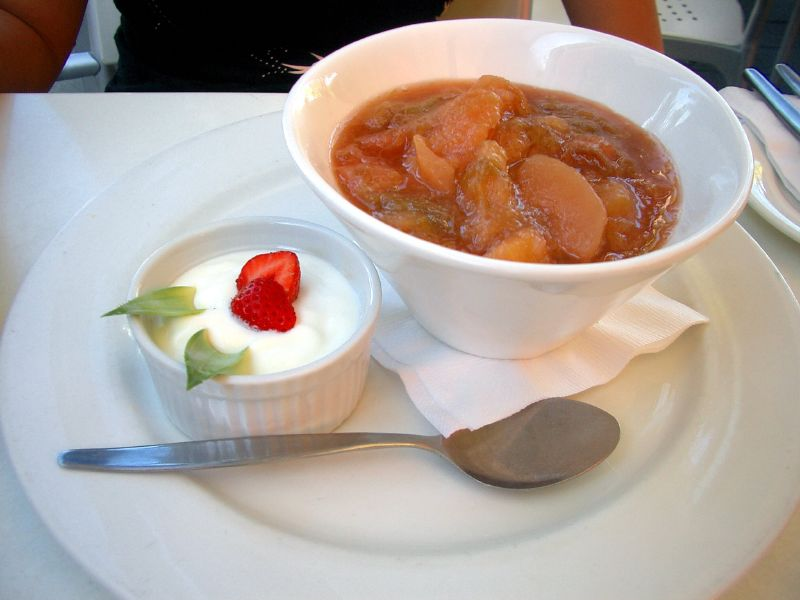
Een compote.

Compote is een zoete moes van gekookt fruit en suiker.
Een compote is echter niet zo stevig als jam. Soorten fruit die gebruikt kunnen worden voor het maken van compote zijn onder andere appels, abrikozen, peren, kersen en aardbeien. Er zitten vaak nog stukjes fruit in de compote. Dit onderscheidt bijvoorbeeld appelcompote van appelmoes.